# اخترفیزیک هسته‌ای
اخترفیزیک هسته‌ای یکی از شاخه‌های فیزیک هسته‌ای است که به بررسی تشکیل عناصر شیمیایی مختلف توسط واکنش هسته‌ای در فضا می‌پردازد. فرایند تولید بوسیلهٔ واکنش هسته‌ای در واقع از انفجار بزرگ شروع شد ولی همچنان در نقاط بسیار گرم فضا مانند ستاره‌ها، نواخترها و ابرنواخترها ادامه دارد.